# Orlando (Florida)
Orlando (AFI: /orˈlando/; in inglese americano [ɔːɹˈlændoʊ̯]) è una città degli Stati Uniti d'America, capoluogo della Contea di Orange, in Florida. È situata nella Florida centrale ed è il cuore dell'area metropolitana di Orlando, con più di 2.5 milioni di abitanti. La popolazione al censimento del 2020 è di 307.573 abitanti, rendendola la quarta città della Florida per popolazione dopo Jacksonville, Miami e Tampa. 
Orlando è una delle città più visitate al mondo, soprattutto per via delle numerose fiere ed eventi che si svolgono in città durante l'anno. È la quarta città più visitata degli Stati Uniti dopo New York City, Miami e Los Angeles, con più di 4.4 milioni di turisti nel 2019. L'Aeroporto Internazionale di Orlando è lo scalo più trafficato di tutta la Florida. Le attrazioni più visitate dai turisti sono il Walt Disney World Resort, aperto dalla Walt Disney Company nel 1971, e gli Universal Orlando Resort, aperto nel 1990. 
Il soprannome della città, che è sede della University of Central Florida, la seconda università statunitense per numero di iscritti, è "The beautiful city" e il suo simbolo è la fontana del lago Eola.

## Storia
Alcuni storici datano il nome di Orlando intorno al 1836 quando un soldato di nome Orlando Reeves morì nella zona durante la guerra contro la tribù indiana Seminole. Sembra comunque che Reeves gestisse un mulino da zucchero e una piantagione a circa 50 km a nord a Spring Garden nella Contea di Volusia e dei coloni trovarono semplicemente il suo nome inciso su un albero e pensarono che fosse un segno per il luogo della sua tomba. In seguito essi si riferirono a quest'area come alla "Tomba di Orlando" e più tardi semplicemente "Orlando".
Durante la seconda guerra coi Seminole l'esercito degli Stati Uniti stabilì un avamposto a Fort Gatlin, a poche miglia dall'attuale centro, nel 1838, ma fu rapidamente abbandonato quando gli scontri terminarono. Prima di essere conosciuta con il suo nome attuale Orlando era conosciuta come Jernigan, dato che il primo colono permanente, l'allevatore Aaron Jernigan, acquistò la terra vicino al lago Holden secondo i termini dell'atto di occupazione armata del 1842. Ma la maggior parte dei pionieri non arrivò fin dopo la terza guerra coi Seminole, nel 1850 circa. La maggior parte dei primi residenti si diedero all'allevamento sedentario.
Orlando rimase un sito rurale durante la guerra civile americana, e soffrì molto l'assedio federale. L'era della ricostruzione portò un'esplosione di popolazione che condusse all'incorporazione della città nel 1875. Il periodo tra il 1875 e il 1895 è ricordato come l'"era dorata" di Orlando nella quale divenne il centro industriale degli agrumi in Florida. Ma il grande freddo del 1894-95 obbligò molti proprietari a rinunciare ai loro agrumeti consolidando quindi il possesso nelle mani di alcuni "baroni degli agrumi" i quali spostarono le operazioni più a sud, principalmente attorno al lago Wales nella Contea di Polk.
C'erano un paio di importanti famiglie di coloni nell'area. Una delle quali era la famiglia Curry. Nella loro proprietà ad est di Orlando c'era l'Econlockhatchee River ed ogni volta i coloni dovevano passare a guado (ford). Questo portò al nome di una delle strade di Orlando, Curry Ford Rd. Orlando, la più grande città dell'interno della Florida, divenne molto popolare tra gli anni della guerra ispano-americana e la prima guerra mondiale. La città inoltre ospitò anche molte case di cura che crearono la base per gli ospedali odierni.
Negli anni venti conobbe un enorme incremento edilizio e i prezzi dei terreni salirono. Durante questo periodo furono costruite molte abitazioni a ridosso del centro. Il boom terminò quando molti uragani colpirono la Florida nei tardi anni venti. Durante la seconda guerra mondiale degli eserciti furono collocati a Pine Castle. Alcuni di quei soldati rimasero ad Orlando, si sistemarono e crebbero le loro famiglie. Nel 1956 la compagnia di difesa aerospaziale Martin Marietta stabilì un'industria ad Orlando. Nel 1958 Pine Castle fu rinominata McCoy Air Force Base.
Forse il più importante evento economico per Orlando avvenne nel 1965 quando Walt Disney annunciò il piano di costruzione per il Walt Disney World Resort. Sebbene Disney avesse valutato città come Miami e Tampa per la collocazione del proprio parco, le ritenne meno adatte anche in considerazione della maggiore minaccia di uragani nelle stesse. L'apertura del parco nel 1971 sfociò in un'esplosiva crescita demografica ed economica per l'area metropolitana di Orlando che ora racchiude le contee di Orange, Seminole, Osceola e Lake. Come risultato il turismo divenne il fulcro dell'area economica e Orlando è classificata come una delle principali destinazioni per vacanze nel mondo.
Un altro fattore di notevole importanza per la crescita di Orlando accadde nel 1970 quando il nuovo aeroporto internazionale di Orlando fu costruito da una porzione del McCoy Air Force Base. Quattro linee aeree iniziarono a provvedere ai programmi di volo nel 1970. La base militare chiuse ufficialmente nel 1974 e la maggior parte di essa oggi è inclusa nell'aeroporto. Oggigiorno è uno dei più trafficati aeroporti del mondo.
Oltre alla base militare Orlando vantò anche una presenza navale con il "Centro di Addestramento Navale di Orlando", nel 1968. La base ebbe una prominente importanza nella zona, provvedendo all'addestramento delle reclute ma dovette chiudere nel 1993. Nel 2004 gli uragani Charley, Frances e Jeanne si abbatterono sull'area di Orlando causando danni in una vasta zona e impedendo così il turismo. Il 12 giugno 2016 un evento drammatico ha coinvolto la città: un attentatore armato ha fatto irruzione all’interno di un locale gay e ha cominciato a sparare all’impazzata uccidendo una cinquantina di persone e ferendone altrettante.

## Geografia fisica

### Territorio
Secondo il censimento degli Stati Uniti ha un'area totale di 261,50 km² (242,20 su terra ferma - 19,30 di specchi d'acqua). Minneapolis e Saint Paul sono le uniche città che rivaleggiano con Orlando per il numero di laghi naturali che si trovano nella propria area metropolitana. L'area di Orlando ospita più di 100 laghi, i più grandi dei quali sono i laghi Apopka, Eustis, Griffin, Harney, Harris, Jesup, Monroe, Sand Lake, Conway, e Tohopekaliga.
La regione di Orlando è generalmente pianeggiante eccezione fatta per delle minime colline di sabbia formate dall'azione delle onde nelle ere geologiche antiche quando il livello del mare era molto più alto. Queste colline sabbiose si trovavano originariamente nella sezione occidentale dell'area metropolitana specialmente nella Contea di Lake. L'area è molto incline alla naturale creazione di buchi di scolo per la presenza sotterranea di numerose caverne calcaree. Molti di questi laghi, così come per le caverne, nacquero nella recente storia geologica.

### Clima
Orlando ha un clima subtropicale caldo e umido e ci sono due principali stagioni ogni anno. Una delle due è calda e piovosa e dura da aprile ad ottobre (coincidendo con la stagione degli uragani atlantici). L'altra è una stagione fresca (da novembre a marzo) che porta temperature più moderate e meno piogge. Il caldo e l'umidità sono causati principalmente dalla bassa elevazione, dal terreno ricco di acqua, dalla prossimità dell'Oceano e dalla posizione relativamente vicina al Tropico del Cancro. Il più delle volte il tempo è oltretutto condizionato dai movimenti della Corrente del Golfo.
Durante la stagione umida estiva le temperature minime non scendono sotto i 21 °C (generalmente si attestano almeno sui 23-24°) e la media delle massime di giorno arriva ai 33-34 °C. Nonostante la città non registri temperature sopra i 38 °C l'estrema umidità spesso porta l'indice di calore sopra i 43 °C. Il record della città è di 39 °C registrato nel 1998. Durante questo periodo capitano quotidianamente forti tempeste pomeridiane. Queste tempeste sono causate dalle masse d'aria del Golfo del Messico che collidono con quelle dell'Oceano Atlantico proprio sulla Florida centrale portando spesso forti venti, piogge pesanti e violenti fulmini. Capita che ci si riferisca ad Orlando come alla capitale mondiale dei fulmini, ma in effetti è seconda dietro al Centro Africa per frequenza di fulmini caduti. L'umidità inoltre evita grandi sbalzi di temperatura da un giorno all'altro e soprattutto dal giorno alla notte.
Durante la stagione invernale l'umidità è inferiore e le temperature sono molto più moderate oltre che più fluttuanti. La media della minima in gennaio si aggira sui 10 °C e la massima sui 22  e molto raramente si scende sotto gli 0 °C, infatti la temperatura più fredda mai registrata è stata di -9 °C nel 1985. Anche a ragione del fatto che la stagione invernale è molto più asciutta e le temperature più fredde arrivano dopo che i fronti freddi sono passati, Orlando non vede quasi mai la neve.
La media annuale di piogge ad Orlando è di 1280 mm l'anno, la maggior parte delle quali capitano tra giugno e settembre. I mesi tra dicembre e maggio sono quelli più secchi. Durante questi mesi c'è spesso pericolo di incendi. Nel 1998 si verificò un'inusuale umidità in gennaio e febbraio seguita da siccità durante la seguente primavera ed estate generando così una stagione record per quanto riguarda gli incendi.
Orlando è a moderato rischio di uragani anche se bisogna notare che la Florida del sud e la regione costiera sono ancora più esposte a questo tipo di eventi. Proprio per il fatto che la periferia est dell'ampio agglomerato urbano si trova in linea d'aria 64 km all'interno dalla costa atlantica e la periferia ovest 97 km all'interno dal Golfo del Messico oltre che 320 km a nordovest dell'area di Miami generalmente gli uragani arrivano in città un po' indeboliti. La città ha comunque visto uragani potenti. Nella famosa stagione degli uragani del 2004 Orlando fu colpita in 3 diverse occasioni, subendo danni notevoli; il peggiore fu l'uragano Charley.

## Geografia antropica
Orlando è il centro dell'Area Statistica metropolitana Orlando-Kissimmee, colloquialmente detta Greater Orlando o Metro Orlando. L'area include 4 contee (Orange, Osceola, Seminole, Lake) ed è attualmente la 28ª area metropolitana più grande degli USA con una popolazione di 1.933.255.

## Economia
Altri settori in via di sviluppo sono l'industria dei film, dei giochi elettronici e della televisione, le quali sono aiutate dalla presenza degli Universal Studios, Disney-MGM Studios ed altre compagnie e scuole di spettacolo. Il tasso di disoccupazione è molto basso, si aggirava intorno al 2,8% nell'ottobre 2006. Il risultato è una gigantesca crescita urbana anche nelle zone periferiche con un conseguente aumento del costo degli immobili. Dal 2004 al 2005 i prezzi sono saliti del 34%.
Orlando è molto vicina alla Patrick Air Force Base, alla Cape Canaveral Air Force Station ed al Kennedy Space Center, così da risultare comoda per i lavoratori della periferia. Permette inoltre un facile accesso a Port Canaveral, un importante terminale navale. Proprio per la sua vicinanza alla Space Coast, vicino al Kennedy Space Center, molte compagnie tecnologiche si sono spostate nell'area di Orlando.

### Turismo
Il settore economico più forte è senza dubbio il turismo. Nonostante si trovi lontano dalle principali attrazioni turistiche, Orlando sta vivendo un momento di rilancio in tal senso con molti progetti in costruzione o in pianificazione che l'hanno portata ad un picco di turisti di 75 milioni all'anno nel 2018. I parchi a tema sono le attrazioni più visitate, Orlando è sede del Walt Disney World, Universal Orlando, SeaWorld Orlando, Legoland e Fun Spot America. 
Orlando è la seconda città nel paese per numero di stanze d'albergo. Orlando è anche nota per la sua ampia schiera di campi da golf disponibili per golfisti di ogni livello.
Le aree convegno sono poi importanti per l'economia della regione. Il Centro Convegni della Contea di Orange (Orange County Convention Center) è il secondo complesso più grande degli Stati Uniti preceduto solo dal McCormick Place di Chicago. La città gareggia con Chicago e Las Vegas per chi ospita il maggior numero di convegni e fiere. 

## Infrastrutture e trasporti

### Strade

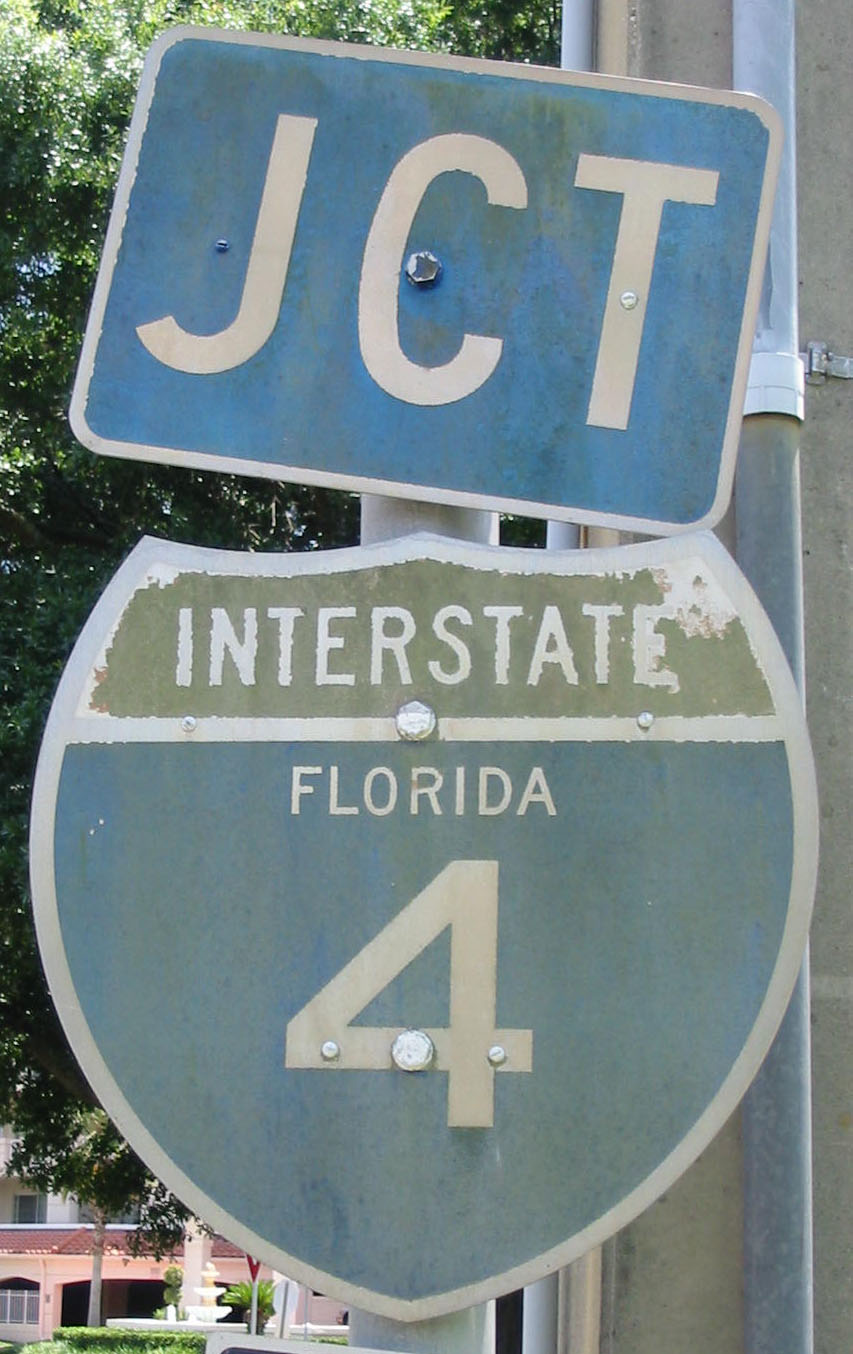
Cartello stradale ad Orlando

La strada principale è la Interstate 4 che passa dalla barriera a sud-ovest del centro di Orlando. La East-West Expressway (SR 408) sta conoscendo lavori di allargamento con l'aggiunta di ulteriori corsie; il progetto iniziato nel 2005 non è ancora completato. Proprio per questo massivo incremento urbano e per le infrastrutture datate la congestione del traffico è un problema quotidiano. Fondamentalmente la carenza di mobilità da est ad ovest crea problemi di traffico settimanalmente.

### Aeroporti
Orlando è servita principalmente dall'Orlando International Airport nonostante vicino sia presente anche l'Aeroporto Internazionale di Orlando Sanford. L'Orlando Executive Airport è utilizzato per voli charter ed alcuni voli privati civili.

### Ferrovie
L'area di Orlando è servita dalla linea ferroviaria della CSX A e da alcuni raccordi ferroviari per la maggior parte della Central Florida Railway. Ci si aspetta che questo servizio riduca il traffico stradale, specialmente tra il centro e la zona periferica dei comuni nelle contee di Seminole e Volusia. Dal maggio 2014 la città e i suoi sobborghi sono serviti anche dal servizio ferroviario suburbano denominato SunRail.

### Autobus
Orlando è servita dalla linea di autobus della LYNX la quale copre le cinque contee (Osceola-Orange-Seminole-Lake-Volusia). In aggiunta le Greyhound Lines offrono un servizio interno che dalla città portano in molte località del paese.

## Società

### Etnie e minoranze straniere
Come le città di Tampa e Miami, Orlando ha un crescente numero di residenti ispanici. Una larga fetta di questi latini sono anche cubani, figli o discendenti di rifugiati politici della rivoluzione cubana.
A Orlando sta anche aumentando la comunità di russi, i quali sono immigrati che cercano carriere lavorative e portano le loro famiglie in un paese dal clima più caldo. L'aumento della presenza russa in Florida è secondo solo a quello degli ispanici.
Orlando ospita la più numerosa (e sempre crescente) comunità portoricana.

### Sanità

#### Ospedali
Il primato di Orlando in campo medico si consoliderà ulteriormente con il completamento del College di Medicina UCF.
Orlando ha due sistemi ospedalieri no-profit:
- Orlando Regional Healthcaree: comprende il Centro Medico Regionale di Orlando che è un centro per i traumi di primo livello.
- Florida Hospital: è classificato come uno dei migliori ospedali della nazione.

## Cultura

### Musei
- International Trolley and Train Museum: dispone di 14 treni con suoni e luci che corrono per tutto il tragitto interno che presenta montagne alte 4 metri, cascate e più di 30 tunnel.

### Media

#### Radio
Il riflesso di ciò vede la presenza di numerosi ristoranti a tema ispanico così come per le stazioni radio, dove si parla anche in spagnolo.

#### Stampa
Il quotidiano locale The Orlando Sentinel è pubblicato settimanalmente anche in spagnolo ed è chiamato El Sentinel.
Non tutti gli spagnoli in Florida sono portoricani.

### Musica
Orlando è stata la culla e la capitale della musica pop nella metà degli anni novanta con artisti come Britney Spears, Mandy Moore, NSYNC ed i Backstreet Boys, così come i Creed, i Trivium, From First to Last, Seven Mary Three.

### Cinema
A Orlando hanno sede la Metro-Goldwyn-Mayer e la Universal Pictures.
L'attore Wayne Brady è di Orlando, così come Delta Burke e Wesley Snipes.

### Teatro
L'area metropolitana di Orlando comprende anche un discreto numero di persone occupate nell'ambiente del teatro. Molte scuole professionali e semi-professionali ed anche comunità teatrali punteggiano l'area.

### Nella cultura di massa
Il film Never Back Down girato nel 2008 è ambientato proprio a Orlando.
Il film "Città di carta " del 2015 è stato girato ad Orlando.

### Istruzione

#### Scuole
La pubblica educazione è in mano alle Scuole Pubbliche della Contea di Orange.
Alcune delle più grandi scuole private sono:
- Trinity Preparatory School
- Lake Highland Preparatory School
- Bishop Moore High School
- New School of Orlando
- Orlando Christian Academy
- Forest Lake Academy

#### Università
Orlando ospita la seconda più grande università della Florida, la University of Central Florida.

## Monumenti e luoghi d'interesse

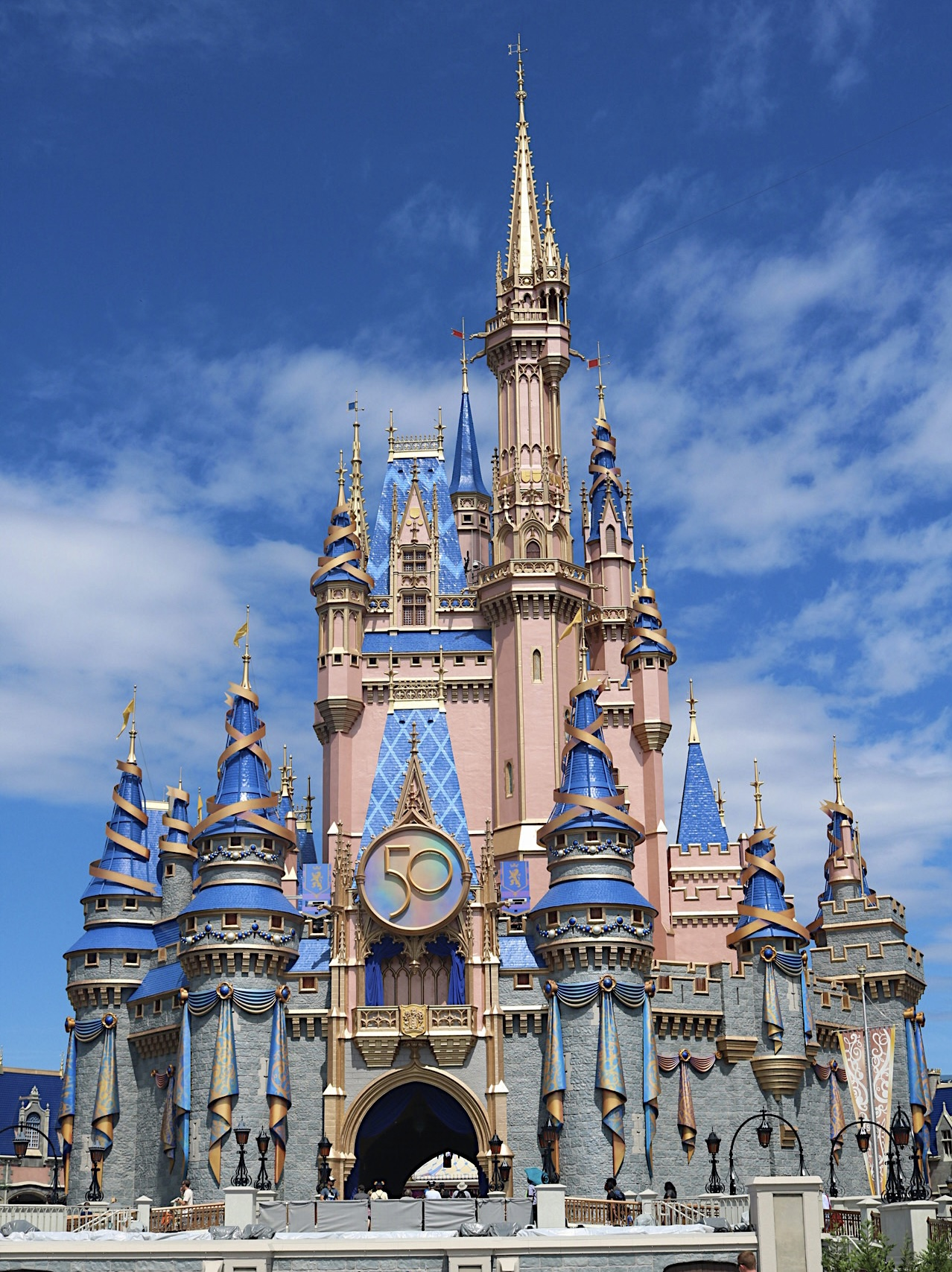
Il Castello di Cenerentola al Walt Disney World Resort

L'area di Orlando ospita una grande varietà di attrazioni turistiche:
- Walt Disney World Resort: si trova al di fuori dei confini cittadini di Orlando ed è la prima attrazione per turisti.
- Universal Orlando Resort
- SeaWorld Orlando: è sia un parco d'avventura che mostra numerose immagini zoologiche e di animali marini durante il percorso, sia un classico parco dei divertimenti con tanto di montagne russe e parco acquatico.
- Bok Tower Gardens: situati a Lake Wales.
- Gatorland: è la casa di migliaia di coccodrilli ed alligatori.
- Wekiwa Springs State Park: comprende 28,3 km² di selvaggia Florida. Le attività interne comprendono canottaggio, nuoto e pesca.
- Sun Trust Center: è il più alto palazzo a Orlando con un'altezza di 134 m. Fu costruito nel 1988.
- Orange County Courthouse: alto 127 m
- Bank of America Center: alto 123 m
- Solaire at the Plaza: alto 109 m
- VUE: è un palazzo in costruzione vicino al lago Eola. Ultimato, sarà il più alto e misurerà 140 m di altezza.

## Sport

### Basket
Orlando è la casa degli Orlando Magic, franchigia della NBA che ha giocato alla Amway Arena. La squadra è arrivata alle finali NBA nel 1995 e nel 2009. Aperta nel 1989, la Amway Arena era una delle più vecchie della NBA ed è stata sostituita nel 2010 dal nuovo Amway Center.

### Football
The Citrus Bowl ospita regolarmente partite di campionato di football americano ed il Capital One Bowl, una partita annuale di football collegiale.

### Hockey
Orlando durante gli anni novanta era sede della squadra di hockey su ghiaccio degli Orlando Solar Bears che militava nella ormai defunta International Hockey League.

### Wrestling
Orlando oramai è divenuta la città della WWE. Infatti, benché il quartier generale della compagnia sia a Stamford, Connecticut, la città della Florida ospita il WWE Performance Center, la struttura di allenamento legata al mondo del Professional Wrestling più all'avanguardia del pianeta. In tale location non solo vengono addestrati i nuovi prospetti della WWE, ma anche i nomi di spicco di NXT (il brand commerciale WWE più in crescita, guidato da Paul Levesque) si recano al centro quotidianamente per compiere i loro allenamenti. Per questa ragione la maggior parte dei wrestler legati alla WWE oggigiorno ha residenza ad Orlando e, più in generale, in Florida. La città ha ospitato le Edizioni 24 e 33 Dell'Evento più importante dell'anno, Wrestlemania

### Calcio
Nel calcio, Orlando partecipa al massimo campionato americano con il team Orlando City SC dove ha militato il brasiliano Kaká.

## Amministrazione

### Sindaci
L'attuale sindaco è il democratico Buddy Dyer.

### Gemellaggi
Orlando è gemellata con le seguenti città:
- Anaheim
- Curitiba
- Guilin
- Monterrey
- Orenburg
- Reykjanesbær
- Seine-et-Marne
- Tainan
- Urayasu
- Valladolid
- Kiryat Motzkin, dal 2006
- Santa Fe

### Ambasciate e consolati
Per la sua importanza come grande destinazione turistica internazionale alcuni governi stranieri hanno stabilito un consolato ad Orlando:
- Francia[5]
- Messico[6]
- Paesi Bassi[7]
- Regno Unito[8]